# Clède
Une clède est un petit bâtiment servant de séchoir à châtaignes qu'on rencontre principalement dans les Cévennes, dans la partie sud du Massif central.

## Acception cévenole moderne

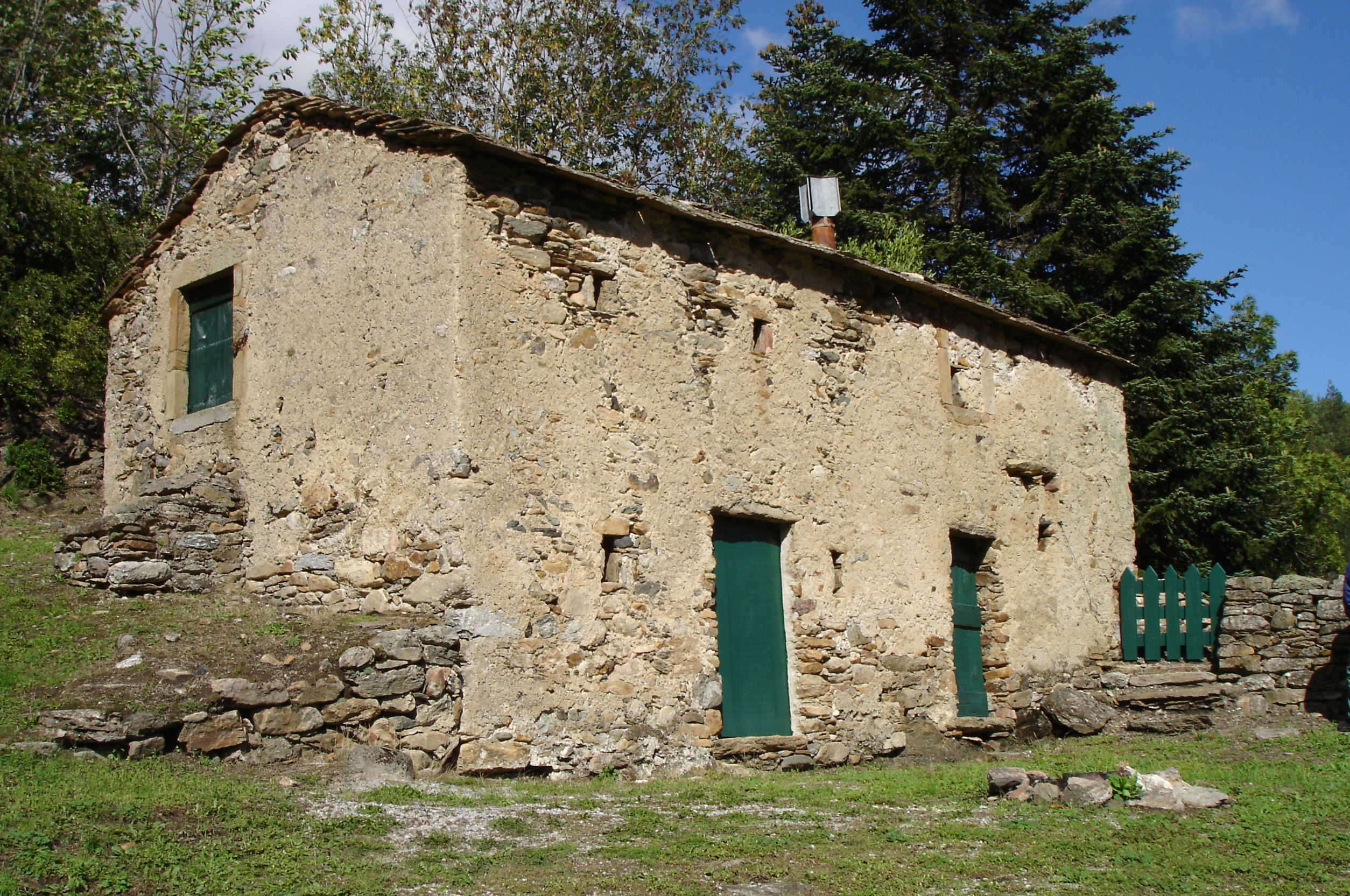
Séchoir à châtaignes à Castanet-le-Haut.

Au sens premier, le mot « clède », qui est la francisation de l'occitan cleda, désigne une claie (cf. acception provençale). C'est par métonymie qu'il désigne, dans le mas cévenol, un petit bâtiment annexe servant autrefois à sécher les châtaignes. Ce bâtiment est connu aussi sous le nom de secadou (« séchoir », en occitan secador).
Cet édifice a un étage. En bas, on entretient un feu de bogues qui doit fumer sans flamme et chauffer modérément mais continuellement. À l'étage, un plancher percé de trous (d'où le nom de « claie » = cleda) supporte la récolte de châtaignes qui est entassée sur 50 cm d'épaisseur.
Tous les jours, le feu est entretenu et les châtaignes retournées. Au bout de trois à six semaines, elles sont sèches. Elles sont alors dépiquées : on retire la peau sèche pour obtenir les châtaignons blancs. Ceux-ci se conservent secs et peuvent être moulus en farine ou servir à faire le badjana.
Une clède associative fonctionne chaque automne à Saint-Martin-de-Boubaux en Lozère, ainsi qu'à Ventalon-en-Cévennes.
En Limousin, le séchoir à châtaignes s'appelle clédier.

## Acception rouerguate et provençale
Dans le monde pastoral du Rouergue et de la Provence, le terme clède est couramment employé pour désigner la claie de bois (généralement d'environ 2 mètres de long sur 1 mètre de haut) utilisée pour former des stalles (dites cas [kas], de l'occitan lo cast) ou des parcs à bétail (principalement pour les brebis). Les plus anciens disent cleda (nissart) ou cledo (provençal). La petite claie en bois (un mètre carré) est parfois dite clédoun, francisation de l'occitan cledon. Elle est souvent utilisée à la sortie d'un couloir de contention pour orienter vers un parc ou un autre les brebis qu'on trie (c'est la barrière mouvante de Mistral).
J.-T. Avril, dans son Dictionnaire provençal-français, donne : « Cleda : grille. Barreaux de fer ou de bois, se traversant les uns les autres pour empêcher qu’on ne sorte par une fenêtre, ou par une autre ouverture. » et « Clèdo : claie d'un parc à brebis. Porte à barreaux de bois. Porte des champs à claire-voie. »
Frédéric Mistral, dans Lou Tresor dóu Felibrige (1878-1886), donne « Cledo : claie, barrière mouvante, claire-voie, porte à barreaux […] » (Mistral, 1979).